# Раны Армении
«Раны Армении» (арм. Վերք Հայաստանի, Верк Айастани) — исторический роман армянского писателя Хачатура Абовяна, который был написан на араратском (ереванском) диалекте в 1841 году и считается главным трудом автора. Это дебютный роман Абовяна, первый армянский роман и первое современное восточноармянское литературное произведение. Благодаря этому роману, Хачатур Абовян рассматривается как основоположник современного восточноармянского языка. 
Роман впервые был опубликован в 1858 году в Тифлисе, который являлся культурным центром армян в Российской империи, через десять лет после исчезновения Абовяна.

## Название
Книга широко известна как «Раны Армении», хотя первоначально она называлась «Скорбь патриота или Раны Армении» (Վերք Հայաստանի. ողբ հայրենասերի).

## Об авторе
Хачатур Абовян родился в 1809 году в Канакере, небольшой деревне недалеко от Эривани, которая в то время была частью Персидской империи. В 1827 году Эривань была взята русскими войсками. С 1830 по 1836 год Абовян учился в Дерптском университете. Абовян написал книгу в 1841 году..

## Сюжет
Сюжет романа «Раны Армении» основан на инциденте, произошедшем в родном городе Абовяна, Канакер, во время Русско-персидской войны (1826—1828).
Молодую армянскую девушку по имени Тагуи похищают воины Хусейн-хана Сардара, главы Эриванского ханства. Агаси, — главный герой, убивает людей Сардара и спасает её. Брат персидского наместника Гасан решает наказать Агаси, и таким образом разрушает ряд армянских городов.
В книге Акопа Джека Хаджикяна и др. «Наследие армянской литературы» 2005 года утверждается, что «хотя этот инцидент и символичен, он был достаточно мощным, чтобы пробудить чувства патриотизма, национальной гордости и достоинства». Затем авторы отмечают, что «книга читается как стихотворение, в котором автор, как сын, ведет честный и откровенный разговор с людьми на их родном канакерском диалекте». Они также отмечают, что «его послание прямое и сильное: призыв от всего сердца».

## Публикации и переводы
Роман был впервые опубликован в 1858 году в Тифлисе. Позже он трижды был опубликован в советское время (1948, 1959, 1975) и дважды в независимой Армении (2005, 2009). С тех пор роман был опубликован в 16 изданиях на армянском языке отдельными книгами.
Первым языком, на который была переведена книга, был русский (перевод Сергея Шервинского). В 1948 году переведённое издание на русском языке вышло как в Ереване, так и в Москве, а затем переиздавалось в 1955, 1971 и 1977. годах в Ереване. В 1978 и 2005 годах роман издавался в Москве.
В 2005 году Ваге Баладуни перевел предисловие к роману Абовяна на английский язык. Он был издан в Ереване Музеем литературы и искусства.
Роман также был опубликован на латышском (1960 г.), литовском (1980 г.) и румынском (2015 г.) языках.